# Битва при Всхові (1706)
Битва при Всхові (пол. Bitwa pod Wschową, нім. Schlacht bei Fraustadt) — битва Великої Північної війни і Громадянської війни в Польщі 13 лютого 1706 року біля польського міста Всхова, в якій саксонсько-московське військо зазнало тяжкої поразки від шведської армії.
Московсько-саксонськими військом командував генерал-фельдмаршал Матіас Йоган фон Шуленбург, шведським — Карл Ґустав Реншильд (після битви отримав звання фельдмаршала).

## Передумови битви
На початок 1706 року війська Карла XII та Августа II виявились розділеними. Карл XII з частиною війська перебував у Литві, інша частина його війська під командуванням генерала Реншильда діяла в Польщі. Так само Август II з більшою частиною саксонської кінноти перебував у Литві, а інша частина його війська під командуванням Шуленбурга, в яку входили саксонська піхота і московський допоміжний корпус, була в Польщі.
На початок січня 1706 року через наступ шведів для військ Петра І та Августа II в Литві склалася вкрай несприятлива ситуація. 11 січня Петро скликав у Городні військову нараду, на якій було вирішено розпочати відступ. Прикриття відступу мав забезпечувати гарнізон Гродна, який налічував біля 20 000 з невеликою частиною польсько-саксонських військ Августа II, якому було передане командування; Петро І покинув Городню.
13 січня Карл XII із більшою частиною війська підійшов до Немана, значна частина шведських військ під командуванням Реншильда лишилась стояти під Варшавою. Не маючи артилерії для негайного штурму, Карл наступного дня перейшов Неман і, обійшовши Гродно, відрізав московитам шлях до відступу.
17 січня король Август II, поки були вільні шляхи, покинув Гродно і в супроводі 600 шабель саксонської кінноти та 4-х полків московських драгунів вирушив на захід на з'єднання з групою Шуленбурга, якому було дано наказ йти назустріч. При цьому Август ІІ обіцяв розбити Реншильда, зібрати підкріплення і за три тижні повернутися до Гродна.

## Битва

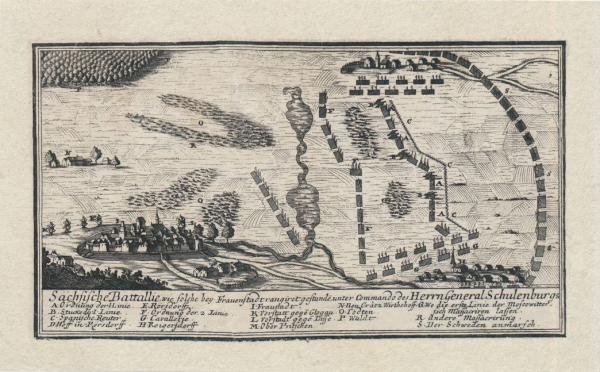

13 лютого 1706 року групи Шуленбурга та Реншильда зійшлися біля Всхови. Під командуванням Реншильда було 3 700 піхоти та 5 700 кавалерії і жодної артилерії. Під командуванням Шуленбурга було 15 300 піхоти, 4 000 кавалерії, 82 одиниці артилерії із 700-ми військової обслуги.
Для битви Реншильд обрав рівнинну місцевість, яка дозволяла реалізувати перевагу шведської кавалерії.

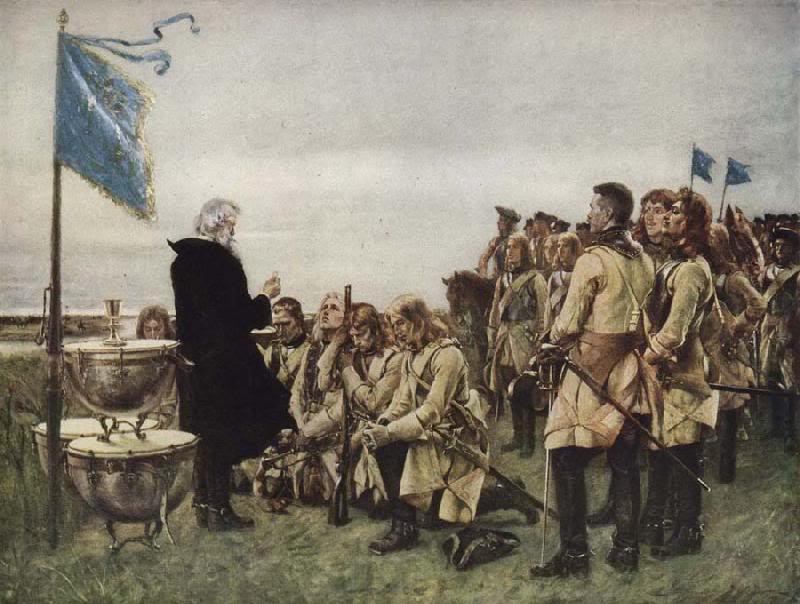

Шведська армія розташувалася півколом, висунувши фланги до саксонських позицій — Реншильд збирався провести флангове оточення супротивника. Реншильд першим атакувати супротивника і шведська кавалерія вдарила на фланги противника. Французький і швейцарський полки, що перебували у війську саксонців, перейшли на бік шведів і атакували саксонську піхоту, а шведська кавалерія обійшла саксонців і вдарила в тил армії противника. Після 45 хвилин бою саксонська армія покинула поле бою, залишивши московський корпус в оточенні. Полковник Самуїл Ренцель прийняв на себе командування і, протримавшись до ночі, з частиною сил також покинув поле бою (через 16 місяців Ренцель зміг вивести свій полк до Любліна, де стояло військо московитів).
У цей час Август II із саксонським корпусом (10-12 тисяч) стояв за 15 миль від битви, але замість того, щоби допомогти армії Шуленбурга, відступив до Кракова.
Після битви було страчено значну частину полонених московитів.

## Втрати
Втрати шведів склали 452 вбитих, 1 077 поранених.
Втрати саксонців і московитів склали до 8 000 вбитими (у тому числі страчених), близько 2 000 полонених, артилерія та обоз.